# Teriańska Turniczka
Teriańska Turniczka – turniczka pod Granią Hrubego w słowackiej części Tatr Wysokich. Znajduje się we wspólnej północnej ścianie Wielkiej Teriańskiej Turni i Skrajnej Teriańskiej Turni, która opada do głównej części Doliny Hlińskiej. Teriańska Turniczka wznosi się tuż po północnej stronie Teriańskiego Siodełka, z którego do Wielkiego Ogrodu opada Żleb Grosza. Ściana Teriańskiej Turniczki opada pionowo na pochyłą Teriańską Galerię pokrytą szutrem i piargiem zsypującym się z Teriańskiej Turniczki.
Nazwę turniczce nadał Władysław Cywiński w 14. tomie swojego przewodnika wspinaczkowego Tatry. Grań Hrubego nawiązaując do nazwy innych teriańskich obiektów w Grani Hrubego. Środkiej północnej ściany Wielkiej i Skrajnej Teriańskiej Turni oraz ścianą Teriańskiej Turniczki prowadzi droga Przez Nos (VI-, miejsca lodowe o nachyleniu do 80 stopni, 21 wyciągów, efektywny czas pierwszego przejścia 20 godz.).

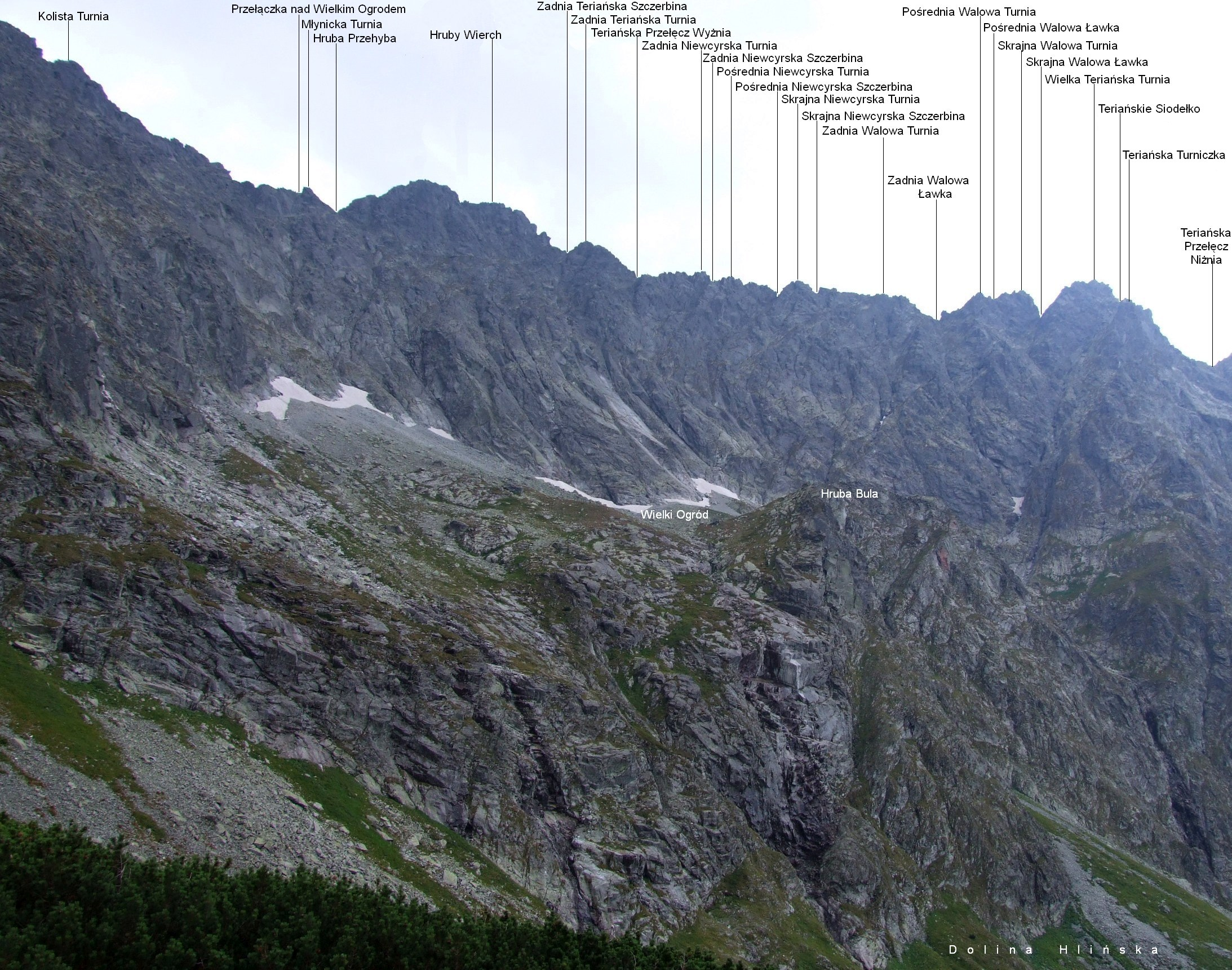
Widok z Doliny Hlińskiej